# Onthophagus mexicanus
Onthophagus mexicanus es una especie de insecto del género Onthophagus, familia Scarabaeidae, orden Coleoptera.

## Historia
Fue descrita científicamente por Bates en 1887.